# Squier
Squier je brand za glazbene instrumente u vlasništvu tvrtke Fender Musical Instruments Corporation. To je i zaštitni znak pod kojim Fender od 1982. godine prodaje jeftinije replike svojih skupljih električnih i bas modela gitara. 

## Povijest
Jerome Bonapart (J.B.) Squier bio je engleski emigrant, koji je svoju sreću 1881. godine kao poljoprivrednik i postolar pokušao pronaći u Americi. Nastanjen u Battle Creeku (Michigan), proizvodio je violine prilagođene europskom stilu, što mu je kao graditelju instrumenata među europskim doseljenicima stvorilo veliku popularnost. Nedugo u posao s violinama uključio se i njegov sin Victor Carol Squier, jer je potražnja za njihovim kvalitetnijim i povoljnijom cijenom, od uvezenih modela iz Europe bila popularna diljem kontinenta. Stoga je 1890. godine odlučio u Battle Creeku s pjevačem Mabel L. Spearom otvoriti svoju prvu trgovinu violina, da bi ubrzo zbog velike potražnje morali potražiti veći prodajni prostor.

Tih godina najkvalitetnije žice za violinu uvožene su iz Engleske, ali zbog komplikacija oko skupljeg morskog prijevoza cijena im je bila nešto veća. Stoga je Victor odlučio započeti s proizvodnjom violinskih žica na američkom tlu. Proizvodnja je rasla od skromnog početka, pa do 1000. komada na dan. I žice, kao proizvod, stekle su u kratkom periodu veliku reputaciju, tako da je proširio proizvodnju žica i za gitare, ali i bendžoe.

Oko 1930. godine Squier je prošrio proizvodnju žica i za električne glazbene instrumente, koji su onda tek nastajali. Osim toga trgovinu je proširio i na glasovire, radije i gramofone.

Tek 1950. godine prvi puta privlače pozornost Lea Fendera (utemeljitelj Fender proizvodnje) jer su mu prijeko bile potrebne kvalitetne žice za njegovi dizajn modela gitara s punim tijelom. Tako je otpočela suradnja između njih koja je rezultirala da je Squier za potrebe Fendera postao službeni dobavljač žica. Prvo za električne gitare, a potom i za bas modele gitara.

Godine 1965. kratko prije nego što je i sam Leo Fender prodao svoju tvrtku korporaciji CBS, kupio je V.C Squier Company. Tako da je Squier postao i službeno sastavni dio sveukupne Fenderove mase.

## Squier kao zaštitni znak
Fenderovi modeli gitara (osobito u azijskoj regiji) kopirani su toliko puta da je Fender bio prisiljen tražiti način kako bi taj negativni trend zaustavio, ili čak i profitirao od njega.

Tako se 1982. godine stvorila ideja o stvaranju pogona za proizvodnju u tom dijelu svijeta, kao protuteža trenutno lošem stanju. Prvi Squier pogon otvoren je u Fujigen (Gakki) u Japanu i proizvodili su replike Stratocaster, Telecaster, Precision i Jazz bas-gitara.

Ovim potezom Fender je prvi postigao da se potisne poplava stihijske nelegalne proizvodnje u Aziji, a potom i u Europi.

Instrumenti proizvedeni u Japanu s vremena, na vrijeme ugodno iznenade visokim standardom kvalitete, kao da su modeli proizvedeni u matičnoj državi. Ova činjenica stvorila je pozitivne uvjete da se Squier kao "sestrinski" pogon uspješno natječe i na američkom tržištu.

Tvrtka Takai gitare 1996. godine preuzima posao od pogona Fujigen, i time postaje glavni proizvođač Squier modela u Japanu. Fender postupno otvara nove proizvodne pogone i u: Indoneziji, Meksiku, Indiji i Kini, a od 1987. godine Fenderove modele proizvodi i tvrtka Samick, u Južnoj Koreji.

## Prva JV, i SQ serija
Prvi Fender Japan modeli uveženi su u svibnju 1983. godine. Bili su to kopirani Stratocaster modeli iz 1957. godine serijskih brojeva: ST'57-85, ST'62-85, ST'62-65, ST'62-115, ST'57-115 i ST'57-65., i Precision modeli iz 1962. godine sa serijskim brojevima: PB'62-98, PB'62-75, PB'57-95 i PB'57-70. Ovi modeli su Fenderov proizvod (ne Squierov) s njegovim originalnim dijelovima, i namijenjen je bio izričito za japansko tržište, ne za izvoz u druge države.

U listopadu 1982. godine modeli Squier serije s manjim promjenama u odnosu na Squier modele za izvoz bili su dostupni i na japanskom tržištu. Velika Fender logo oznaka uskoro je zamijenjena s velikom Squier logo oznakom na glavi gitare.

Prvi modeli Fender Japan poznati su kao JV Fender, i JV Squier s dodatkom "Joint Venture" da bi se razgraničili proizvedeni modeli od Fendera i pogona Fujigen u Japanu (iako je korištena tehnička potpora od matične Fender kuće.)

Model SQ serije čiji se modeli temelje na Fenderovim iz 1970. godine (sad s japanskom elektronikom) predstavljeni su krajem 1983., i početkom 1984. godine.

## Squier Classic Vibe serija
Godine 2008. Squier je predstavio Classic Vibe seriju električnih, i bas-gitara, koja je bila zrcalni odraz Fenderova dizajna iz '50-ih, i '60-ih godina. Iako Squier navodi da ovoj seriji nije bio cilj da potpuno točno kopira modele iz tog vremena, svaki od ovih modela u velikoj mjeri podržava elektroniku, mehaniku, odabir drveta, paletu boja, završni dizajn i tonske karakteristike Fenderovih modela upravo iz tog vremena. 
Modeli Classic Vibe serije:
- Classic Vibe Stratocaster (iz '50-ih, i '60-ih godina).
- Classic Vibe Telecaster (iz '50-ih, i '60-ih godina).
- Classic Vibe Duo Sonic iz '50-ih godina.
- Classic Vibe Precision Bass (iz '50-ih, i '60-ih godina).
- Classic Vibe Jazz Bass iz '6o-ih godina.

Serijski broj Classic Vibe serije počinje s CG kodom, tvorničkom oznakom, i godinom proizvodnje.

## Originalni modeli
Postoji nekoliko Squier modela, ali s potpuno različitim specifikacijama od standardnih Fenderovih modela kao što su Super Sonic i Squier '51 (kombiniraju elemente Stratocastera, Telecastera i Fender Precision Bass '51), i model Jagmaster djelomično kombiniran od modela Jazzmaster i Jaguar.

Ime Bullet koje se u ranim '80-im koristilo pri modeliranju modela Stratocaster, bio je primijenjen na modele gitara kratkih skala Stratocastera, i Mustanga.

U modelima Squier također se ogledaju varijacije izvornog modela Stratocaster i Telecaster, kao što je Hello Kity (model gitare obojan u ružičastu boju s naglaskom na vrat, i logo na glavi Hello Kitty). Model je dizajniran specifičnom "obey" grafikom (slikovna grafika oslikana na modelima Stratocaster i Telecaster ručno, uljnom tehnikom). Takve potpisne modele koristili su glazbenici  Avril Lavigne i Deryck Whibley. 

## Suvremeni modeli
Od 2007. godine proizvodeći Fenderova reizdanja serije Bellet, Affinity i Standard modela (ali u sto vrijeme i sa svojim originalnim modelima koji nisu u popisu Fenderova kataloga) Squier je postao pozicionirana marka, i alat za uspješnu popunu proračuna.

Svi modeli proizvedeni u pogonima Squier modernog su dizajna, i ciljane proizvodnje, s nastojanjem primjene što manje sličnosti s Fenderovom "praksom" proizvodnje. Ovakav pristup osamostaljenja zahtjeva visoko kvalitetnu provedbu planiranja, i tehnologije rada.

### Električne gitare

#### Serija Affinity
- Squier Bullet
- Squier Duo-Sonic
- Squier Fat Strat
- Squier Mini
- Squier Stratocaster
- Squier Telecaster

#### Serija Bullet
- Squier Bullet Strat (bivšem modelu tijelo je izrađeno od šperploče (engl.plywood), ali od rujna 2007. godine iz jednog komada lipe). Unatoč tomu što je šperploča koa materijal izbačena iz uporabe, zvuk gitare nije se promijenio na bolje.

U 2010. godini model Squier Bullet by Fender u Sjevernoj Americi i Europi (točnih podataka iz drugih krajeva svijeta nema, ali po svemu sudeći statistika je slična) bio je daleko ispred svojih konkurenata kao najprodavaniji model. Model je dizajnom standard s konfiguracijom od tri jednostruka magneta. Stim da je Fender ponudio i modele SSH (dva jednostruka i jedan dvostruki), i HH (dva dvostruka) konfiguracije magneta, što je uveliko zadovoljilo glazbenike Heavy metal glazbe.

Serijski broj pomoću kojeg se određuje godina proizvodnje nalazi se na poleđini glave.

#### Serija Deluxe
- Squier Deluxe Hot Rails Stratocaster izgleda kao standardni model Stratocaster s tri jednostruka magneta, ali u ovom slučaju su ugrađeni dvostruki (Seymour Duncan Hot Rails-HR-101) magneti veličine kao standardni jednostruki Fenderov.

Zvuk instrumenta vrlo je agresivan (manje transparentan od jednostrukog magneta) i stoga je pogodan za glazbenike koji sviraju heavy metal glazbu.

- Squier Deluxe Stratocaster
- Squier Deluxe Stratocaster FMT
- Squier Deluxe Stratocaster QMT
- Squier Satin Trans Fat Stratocaster HH
- Squier Satin Trans Fat Stratocaster HSS
- Squier Satin Trans Stratocaster
- Squier Satin Trans Telecaster

#### Serija California
- Squier Fat Stratocaster
- Squier Stratocaster
- Squier Telecaster

#### Serija Hello Kitty
- Hello Kitty Mini
- Hello Kitty Stratocaster

#### Serija Master
- Squier Espirit
- Squier M80
- Squier M80 Special

#### Serija Obey Graphics
- OBEY Graphic Stratocaster HSS Collage/Dissent
- OBEY Graphic Telecaster HSS Collage/Dissent

#### Serija 24
- M-50
- M-70
- M-77
- M-77 Limited Edition
- Starfire
- S-65
- S-73
- X-155
- X-155 Limited Edition

#### Serija Standard
- Squier Standard Double Fat Stratocaster
- Squier Standard Stratocaster
- Squier Standard Telecaster
- Squier Telecaster Special

#### Serija Vintage
- Squier Cyclone
- Squier Jagmaster II
- Squier Tele Custom II
- Squier Telecaster Custom
- Squier Vintage Modified Strat
- Squier Vintage Modified Strat HSS
- Squier Vintage Modified Tele SH
- Squier Vintage Modified Tele SSH
- Squier '51

### Modeli koji se više ne proizvode
- Squier Bullet
- Duo-Sonic
- Katana
- Silver Series
- Squier Showmaster
- Squier Stagemaster
- Sub-Sonic

#### Serija Vista
- Jagmaster
- Musicmaster
- Squier Musicmaster Bass
- Super-Sonic
- Venus
- Venus XII

### Bas gitare

#### Serija Affinity
- Squier Bronco Bass
- Squier Jazz Bass
- Squier P Bass

#### Serija Hello Kitty
- Badtz-Maru Bronco Bass

#### Serija Modern Bass
- Squier MB-4
- Squier MB-4 Skull and Crossbones (Special Edition)
- Squier MB-5

#### Serija Standard
- Squier Jazz Bass
- Squier P Bass

#### Serija Vintage
- Vintage Modified Precision Bass
- Vintage Modified Jazz Bass
- Vintage Modified Jazz Bass Fretless
- Squier Vintage Modified Precision Bass

#### Potpisani modeli
- Pete Wentz Precision Bass
- Mike Dirnt Precision Bass
- Frank Bello Jazz Bass
- Deryck Whibley Telecaster

## Serijski brojevi

### Squier Japan
Napomena: zbog potpune točnosti podataka za modele proizvedene u Japanu pogledajte brojeve Fenderova datiranja.

Modeli Squier MIJ (proizvedeno u Japanu) proizvedeni su do 1997. godine u pogonu Fujigen, od '97-me imaju oznaku CIJ (izrađeno u Japanu), a proizvodili su ga pogoni Tokai i Dyna.

### Squier Meksiko
- MN:

M = Meksiko.

N = Devedesetih godina 20. stoljeća
Prvi broj nakon serijskog broja prefiks je godine proizvodnje.
- MZ: M = Meksiko, Z = 2000-ih

Prvi broj nakon serijskog broja prefiks je godine proizvodnje.
Na primjer: 
"MN8", znači da je model proizveden u Ensenadi Baja California u Meksiku, u periodu 1998/99. godinu.
"MZ1", znači da je također model proizveden u Ensenadi, u Meksiku, ali 2001./02. godinu.

### Squier USA
Na ponekim USA Squier modelima serijeski broj počinje sa:
- E = predznak proizvodnje osamdesetih godina 20. stoljeća
- N = predznak proizvodnje devedesetih godina 20. stoljeća

Također, modeli Squier USA imaju 000XXX serijski pečat na pločici spoja vrata s tijelom gitare, ali bez slova predznaka godine proizvodnje, i serijskog broja na glavi gitare.
Proizvodnja modela Squier u SAD-u trajala je od 1989. – 1990. godine. Od '90-te proizvodnja je prebačena u pogone u Meksiku.

### Squier Koreja
CN / VN, C = Cort, V = Vester, odnosno Seahan (Sunghan) koji je koristio V oznaku.  Oznaku S koristio je proizvođač tvrtka Samick.
- N = predznak proizvodnje 1990-ih godina. Prvi broj nakon serijskog broja prefiks je godine proizvodnje.

Na primjer:
- "CN5", znači da je model proizveden u Cortovim pogonima 1995. godine.
- "VN5", znači da je model proizveo pogon Saehan (Sunghan) u 1995. godini.

KC / KV:KC (prvi dio KC predstavlja oznaku za modele proizvedene u tvornici Cort, odnosno s KV oznakom u pogonu Saehan, obje iz Koreje. Nakon čega slijedi dvoznamenkasti broj za godinu prizvodnje. 
Na primjer:
- "KC97" = znači da je model proizveden 1997. godine u tvornici Cort (Cor-Tek).
- "KV97" = znači da je model proizveden 1997. godine u pogonu Saehan.

Napomena: KC i KV prefiksi serijskih brojeva obično predstavljaju Squier Koreja modele.
S / E, prefiks oznaka serijskih brojeva za modele Squier Koreja proizvedene kasnih '80-ih, i početkom '90-ih godina.

S = znači da je model proizvela tvrtka Samic.

E = znači da je model proizvela tvrtka Young Chang. Ista oznaka je i na modelima gitara Fenix.

Prvi modeli napravljeni u Koreji imali su E1 oznaku napisanu srebrnom bojom, iza koje je išao serijski broj od šest znamenki.

Na primjer: 
- "E1 + 6", znamenki (srebrna boja) znači da je model 1987/88. godinu proizvela tvrtka Young Chang.
- "S9", znači da je 1989. godine model proizvela tvrtka Samick.
- "E0", model je proizvela tvrtka Sung-Eum 1990. godine.
- "E1", (s crnim serijskim brojem) znači da je model proizvela tvrtka Sung-Eum 1991. godine.

Postoje modeli Squier Koreja urađeni bez serijskog broja, kao i modeli s prefiksom godine iza kojeg bi slijedio brojčani niz od šest, ili sedam znamenki. Neki modeli iz ranih '90-ih isticala je sjajna boja završnice, izrađeni vrat od javora, i debljina tijela 40 mm od iverice. Modeli serije bili su dostupni s prefiksom M, iza kojeg bi slijedio niz od sedam znamenki.

### Squier Kina i Tajvan
YN:

Y = slovo Y znači da je model proizveden u tvornici Yako u Tajvanu

N = znači da je model proizveden '90-ih godina. Prvi broj nakon serijskog broja prefiks je godine proizvodnje.
Na primjer:
- "YN5", model je 1995. godine prizvela tvrtka Yako.

CY:C = model je proizveden u Kini.

Y = model je proizveden u pogonu Yako (Tajvan).

Nakon serijskog broja slijedi dvoznamenkasti broj za godinu prizvodnje.
Na primjer:
- "CY97" = znači da je model 1997. godine proizvela tvrtka Yako.

CY, COS ili COB serijske oznake obično predstavljaju modele proizvedene u Squier Kini. Neke modele s CY serijskim brojem proizvodila je i tvrtka Gretsch.

Osim spomenutih, postoje modeli s: CD, CT, CJ i NC:C serijskim brojevima. Ovi modeli proizvedeni su u Kini, vjerojatno u Yoko (Tajvan) pogonu. Za modele s COB serijskim brojem nema opširnije, i vjerodostojne dokumentacije, ili pak ikakve smjernice komentara o modelu od samog proizvođača.

Modeli Squier proizvedeni u tvornici Axl (Kina) sa serijskim brojem koji počinje s CXS dostupni su i na azijskom tržištu.

Modeli Squier Classic Vibe serije gitare, i bas-gitare počinju s CG serijskim brojem.
Na primjer: CGSxxxxxx

### Squier Indonezija
IC:
 
I = model je proizveden u Indoneziji.

C = model je proizvela tvrtka Cort

Nakon serijskog broja slijedi dvoznamenka za godinu proizvodnje.
IS:
I = model je proizveden u Indoneziji.
S = znači da je model proizvela tvrtka Samick.
Nakon serijskog broja slijedi dvoznamenka za godinu proizvodnje.
Na primjer:
- "IC02", znači da je model 2002. godine proizvela tvrtka Cort.

Standardni Squier modeli proizvedeni u Indoneziji većinom imaju prefiks ICS, neki FSR, ali i ICS09XXXXX, i ICS10XXXXX. Iz ovog primjera vidimo da oznaka S u prefiksu ICS je samo pokazatelj da li pogon koji je proizveo model matični "Factory Special Run", ili je model pod oznakom FSR proizveo pogon Cort.

Vjerojatno je da su u početku proizvodnje modeli s FSR oznakom, (kao i s ICS), za razliku od Deluxe modela s CV oznakom smatrani standardnim Squier modelima. 

### Squier Indija
Modeli Squier II Indija proizvedeni su 1989/90., i slijedili su američku shemu numeriranja.
Na primjer:
Serijski broj na modelu proizvedenom '90-te u Indiji započet će sa slovima N0, iza kojih slijedi još dodatak od pet znamenki. Serijski broj tiskan je na naljepnici koja se nalazila zalijepljena na stražnjem dijelu vrata (blizu mjestu spoja s tijelom gitare), za razliku od prednje strane glave gdje je tiskanim titlom "Proizvedeno u Indiji" (engl. Made in India), trajno naznačeno porijeklo proizvodnje. 
Budući da je serijal bio na naljepnici, izgubljeni brojevi (što je česta pojava) s modela smatraju se "trajno" nestalim.

## Vanjske poveznice
- Squier - na službenoj Fenderovoj internet stranici  Arhivirana inačica izvorne stranice od 26. travnja 2012. (Wayback Machine)